# 濾泡樹突狀細胞肉瘤
濾泡樹突狀細胞肉瘤（英語：Follicular dendritic cell sarcoma, FDCS）是一種罕見的惡性腫瘤，源自於淋巴濾泡生發中心的濾泡樹突狀細胞 (Follicular dendritic cells, FDCs)。這些細胞在正常的免疫反應中扮演著呈遞抗原給 B 淋巴細胞的角色。FDCS 主要發生在淋巴結，但也可能出現在淋巴結以外的器官。由於其罕見性及多變的形態，診斷上需要依賴組織病理學檢查，特別是免疫組織化學染色來確定 FDC 的標記。

## 流行病學
FDCS 是一種非常罕見的腫瘤，好發於成年人，發病的中位年齡大約在 40 至 50 歲之間，男女發病率相近，或女性略多一些。兒童病例極為罕見。

## 病因與發病機制
FDCS 的確切病因大多不明。一部分病例，特別是「炎症假瘤樣變異型」(Inflammatory pseudotumor-like variant, IPT-like) 以及與卡斯爾曼病 (Castleman disease)，特別是其透明血管型 (hyaline vascular type, HVCD) 相關的 FDCS，被發現與EB病毒 (Epstein-Barr virus, EBV) 感染有關。EBV 被認為可能在這些特定亞型的 FDCS 發展中扮演了致病角色。
近年來的基因研究在 FDCS 中發現了一些反覆出現的基因變異，涉及的通路包括 NFκB 信號通路、細胞週期調控、表觀遺傳調控（染色質重塑）等，但目前尚未找到單一的、普遍存在的驅動基因突變。因此，大多數 FDCS 的發生機制仍有待闡明。

## 臨床表現
FDCS 最常見的臨床表現是緩慢增大、通常無痛的淋巴結腫大，最常影響頸部淋巴結。
然而，約有三分之一至一半的病例發生在淋巴結以外的部位（結外 FDCS）。常見的結外部位包括扁桃腺、胃腸道、脾臟、肝臟、肺部、縱膈腔、軟組織及皮膚等。發生在結外部位的 FDCS，其症狀取決於腫瘤的位置和大小，例如腹腔內的腫瘤可能引起腹痛、腹脹或腸梗阻；發生在口咽部的可能引起吞嚥困難或喉嚨異物感。全身性症狀如發燒、體重減輕或盜汗等相對少見。

## 病理學

### 組織形態學
在顯微鏡下，FDCS 的腫瘤細胞形態多變，可以呈現梭形、卵圓形或上皮樣。這些細胞通常排列成束狀、交織狀、席紋狀或漩渦狀結構，有時形成疏鬆的、類似合胞體的片狀排列。腫瘤背景中常見數量不等的淋巴細胞浸潤，主要是小淋巴細胞，以 T 細胞為主，散佈於腫瘤細胞之間，這是 FDCS 的一個特徵性表現。此外，也可能見到漿細胞和嗜酸性粒細胞。
腫瘤細胞的細胞核通常呈卵圓形或不規則形，染色質呈空泡狀或細顆粒狀（vesicular），核膜輪廓不規則，核仁通常不明顯或較小。細胞質界限不清，呈淡嗜酸性。有絲分裂象的數量變異很大，從稀少到非常活躍都可能見到。部分病例可見明顯的細胞異型性或壞死。
炎症假瘤樣變異型 (IPT-like) FDCS 則以更為顯著的淋巴漿細胞浸潤為特徵，腫瘤細胞相對較少，容易被誤認為炎性病變。

### 免疫組織化學
免疫組織化學染色 (IHC) 對於 FDCS 的診斷至關重要，因為它可以檢測 FDC 特有的標記物。典型的 FDCS 會表達以下一種或多種 FDC 標記：CD21、CD23 或 CD35。這些標記物是診斷 FDCS 的關鍵。此外，FDCS 通常還會表達 Clusterin、Podoplanin (D2-40)、CXCL13，以及表達率不一的上皮膜抗原 (EMA) 和平滑肌肌動蛋白 (SMA)，波形蛋白 (Vimentin) 也常呈陽性。
為了與其他腫瘤鑑別，了解 FDCS 通常不表達的標記物也很重要。例如，FDCS 通常不表達 CD1a 和 Langerin（有助排除蘭格罕細胞組織球增生症）、CD34（有助排除孤立性纖維性腫瘤等）、溶菌酶（有助排除組織細胞肉瘤）、細胞角蛋白（有助排除肉瘤樣癌）以及 HMB45 和 Melan-A（有助排除黑色素瘤）。S100蛋白的表達是可變的。增殖指數 Ki-67 的標記率變異較大，通常與腫瘤的惡性程度有關。對於懷疑與 EBV 相關的病例（如 IPT-like 變異型或與卡斯爾曼病相關者），可以進行 EBV 編碼的小 RNA (EBER) 原位雜交檢測，部分病例會呈陽性。

## 診斷
FDCS 的診斷需要依靠組織活體組織檢查。由於腫瘤可能形態多樣且需要進行廣泛的免疫組織化學染色，通常建議進行手術切除活檢或足夠大的核心穿刺活檢，細針抽吸細胞學檢查的診斷價值有限。病理醫生會根據組織形態學特徵（如梭形/卵圓形細胞、淋巴細胞浸潤、漩渦狀排列等）和免疫組織化學染色結果（必須表達 CD21、CD23 或 CD35 等 FDC 標記）來做出診斷。確診後，通常需要進行影像學檢查（如電腦斷層掃描 CT 或 正電子發射斷層掃描 PET）來評估腫瘤的分期，即判斷腫瘤是局限性還是已經擴散。

## 鑑別診斷
由於 FDCS 的組織形態多變，且可能發生在多個器官，其鑑別診斷範圍非常廣泛，需要排除許多其他腫瘤和非腫瘤性疾病。
主要的鑑別診斷包括肉瘤樣癌（需用細胞角蛋白染色排除）、惡性黑色素瘤（需用 S100、HMB45、Melan-A 等標記排除）。若腫瘤發生在特定部位，還需考慮：胃腸道基質瘤 (GIST)（發生在胃腸道時，GIST 通常表達 CD117 和 DOG1）；胸腺瘤（發生在縱膈腔時，需用細胞角蛋白染色）；腦膜瘤（發生在顱內時，通常表達 EMA 和孕酮受體）。
此外，還需與其他肉瘤（如未分化多形性肉瘤、平滑肌肉瘤等）、蘭格罕細胞組織球增生症 (LCH)（細胞表達 CD1a 和 Langerin）、指狀樹突狀細胞肉瘤 (IDCS)（通常表達 S100，但不表達 FDC 標記）、炎性肌纖維母細胞瘤 (IMT)（部分病例表達 ALK）以及卡斯爾曼病（特別是透明血管型，可能伴有 FDC 增生或與 FDCS 共存）進行鑑別。反應性的濾泡樹突狀細胞增生也需排除，其通常保留正常淋巴濾泡結構，缺乏明顯異型性和破壞性生長。準確的診斷極度依賴於全面的免疫組織化學染色組合。

## 治療
目前 FDCS 尚無標準化的治療方案，治療方式主要基於病例報告和小型回顧性研究。
對於局限性 FDCS，手術完全切除是主要的治療方法，也是影響預後最重要的因素之一。由於 FDCS 具有局部復發的傾向，手術目標是達到陰性切緣（切緣沒有腫瘤細胞）。
手術後的輔助治療，例如放射治療或化學治療，其角色尚不明確。對於切緣陽性、腫瘤體積大、惡性程度高（如有絲分裂活躍、壞死明顯）或位於腹腔等復發風險較高的病例，可能會考慮術後輔助放射治療。輔助化療的證據更少，通常不常規使用，但可能在某些高風險情況下考慮。
對於無法手術切除、復發或轉移性 FDCS，化學治療是主要的治療選擇。由於 FDCS 罕見，沒有專門針對其的大型臨床試驗。目前常用的化療方案多參考淋巴瘤或軟組織肉瘤的方案，例如以蒽環類藥物為基礎的方案（如 CHOP：環磷酰胺、多柔比星、長春新鹼、潑尼松）或以吉西他濱 (Gemcitabine) 和/或多西他賽 (Docetaxel) 為基礎的方案。
近年來，隨著對 FDCS 分子生物學的了解加深，一些標靶治療和免疫治療的潛力正在探索中。部分研究發現 FDCS 可能表達表皮生長因子受體 (EGFR)、血管內皮生長因子 (VEGF) 或 PD-L1，提示相應的標靶藥物或免疫檢查點抑制劑可能對某些患者有效，但仍需更多研究證實。

## 預後
FDCS 的預後變異很大。總體而言，它被認為是一種中度惡性的腫瘤，具有較高的局部復發風險和一定的遠端轉移潛力。局部復發相當常見，文獻報導的復發率可高達 50% 左右，可能發生在初次治療後數月至數年不等。遠端轉移相對少見一些，發生率約為 25%，常見的轉移部位包括肺、肝和淋巴結。
一些與較差預後相關的因素包括：腫瘤位於腹腔內、腫瘤體積大（通常指直徑 > 6厘米）、有絲分裂象活躍（計數高）、存在明顯的細胞異型性、存在腫瘤壞死以及手術切緣陽性（未完全切除）。早期、局限性、能夠完全切除的 FDCS 預後相對較好。而晚期、無法切除、復發或轉移的病例，預後則較差。由於病例數少，長期的生存數據有限。